# Let's Go Crazy
Let's Go Crazy is een nummer  van de Amerikaanse zanger Prince en zijn begeleidingsband The Revolution. Het is de tweede single van zijn zesde studioalbum Purple Rain uit 1984. Op 18 juli van dat jaar werd het nummer op single uitgebracht in de Verenigde Staten en Canada. Begin 1985 werd het nummer in Europa, Australië en Nieuw-Zeeland op single uitgebracht.

## Achtergrond
De plaat werd een hit in een aantal landen. De vrolijke, opzwepende en uptempo plaat geldt als een van de bekendste van Prince. De plaat bereikte in Prince zijn thuisland de Verenigde Staten de nummer 1-positie in de Billboard Hot 100. In Canada werd de 11e positie bereikt, in Australië de 10e en in Nieuw-Zeeland de 13e positie. In het Verenigd Koninkrijk werd de 7e positie bereikt in de UK Singles Chart.
In Nederland was de plaat op vrijdag 15 februari 1985 Veronica Alarmschijf op Hilversum 3 en werd een grote hit in de destijds drie hitlijsten op de nationale popzender. De plaat bereikte de 18e positie in de Nederlandse Top 40, de 11e positie in de Nationale Hitparade en de 13e positie in de TROS Top 50. In de Europese hitlijst op Hilversum 3, de TROS Europarade, werd de 9e positie bereikt.
In België bereikte de plaat de 9e positie in de Vlaamse Radio 2 Top 30 en de 11e positie in de Vlaamse Ultratop 50.

## NPO Radio 2 Top 2000
| Nummer met noteringen in de NPO Radio 2 Top 2000 | '11  | '12  | '13  | '14  | '15  | '16 | '17  | '18  | '19  | '20  | '21  | '22  | '23  | '24  |
| ------------------------------------------------ | ---- | ---- | ---- | ---- | ---- | --- | ---- | ---- | ---- | ---- | ---- | ---- | ---- | ---- |
| Let's Go Crazy                                   | 1503 | 1434 | 1524 | 1410 | 1781 | 702 | 1056 | 1256 | 1121 | 1021 | 1203 | 1341 | 1303 | 1830 |

1. ↑  Een vetgedrukt getal geeft de hoogste notering aan.
2. ↑  2011 was het eerste jaar met een notering voor dit nummer.